# Травестія
Травесті́я (від італ. travestire — «перевдягати») — один із різновидів бурлескної, гумористичної або сатиричної поезії, у якому твір серйозного або й героїчного змісту та відповідної форми переробляється, «перелицьовується» у твір комічного характеру з використанням панібратських, жаргонних зворотів.
Першим явищем травестії вважається «Батрахоміомахія» — травестія на «Іліаду» Гомера, здійснена в античну добу Пігретом.
Травестія як жанр з'явилася в Італії в XVII столітті. Найвідоміший майстер цієї форми — французький поет Поль Скаррон, автор поеми «Вергілій навиворіт» (Virgile travesti) (1648—1653). Зверталися до травестії і в російській літературі: В. Майков, «Єлисей, або Роздратований Вакх»; М. Осипов, «Вергілієва Енеїда, вивернута навспак».
Найоригінальнішим прикладом травестії, що став подією не лише в українській літературі, є «Енеїда» Івана Котляревського, в основу якої покладена героїчна поема Вергілія, героїв якої (з богами включно) Іван Котляревський перевдягнув в український національний одяг і гумористично зобразив на тлі українського національного побуту XVIII століття. Твори такого ґатунку називаються «ірої-комічною поемою».
До травестії вдавалися також послідовники Івана Котляревського (К. Думитрашко). В Україні травестія відіграла важливу роль у процесі відродження кін. XVIII — поч. XIX ст., позначеного переходом літератури на народну мову.
Однак травестія не обмежується певним жанром, це може бути, наприклад, повість, як-от «Рекреації» Юрка Андруховича.
Травестія відрізняється від пародії, в котрій сатиричний зміст зберігає серйозну форму, витриману в манері пародійованого твору.